# Grada (nàutica)
|  | No s'ha de confondre amb rada (nàutica). |

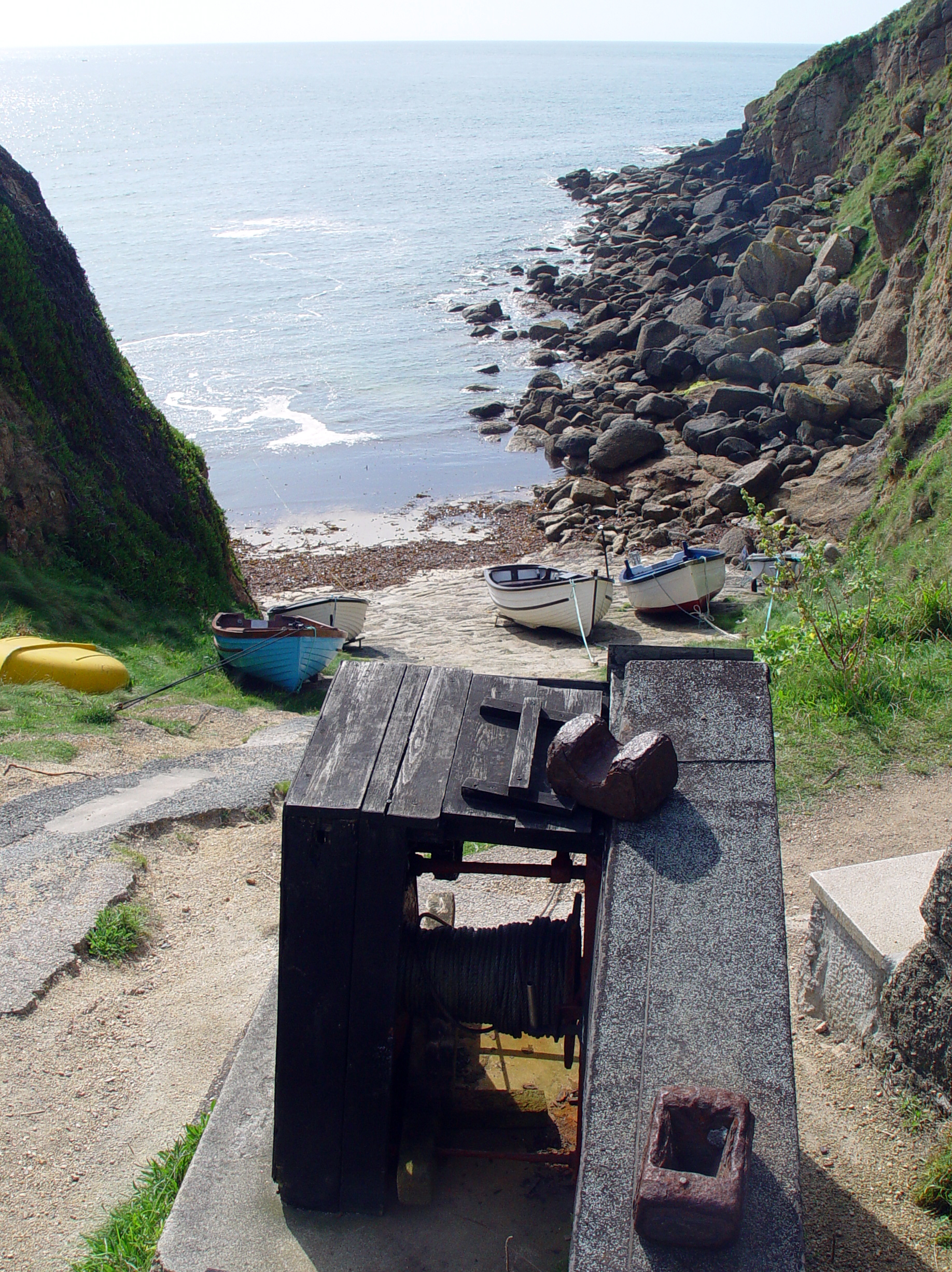
Una grada amb cabrestant a Porthgwarra, Cornualla, Regne Unit.

En construcció naval, una grada, escar o estepa és una instal·lació especial (feta per la mà de l'home), dins les drassanes, mestrances, o simplement a la vora del mar o rius, disposada per a la construcció, carenat i avarament de vaixells o algun tipus d'embarcació.
La grada pròpiament dita és un pla amb pendent cap a l'aigua sobre el qual es construeix l'esquelet del vaixell i s'hi posa el folre que constitueix la superfície estanca del buc.
Destinades a vegades a sostenir durant molt de temps el pes d'un vaixell, convé que ofereixin gran solidesa, amb aquesta finalitat s'estableixen les grades sobre uns bons fonaments. Així, si és possible, el seu pla base ha d'estar fet de maçoneria o de formigó.
Annexos a tota grada hi ha tallers destinats a la confecció de les parts integrants del buc, com són les quadernes, varengues, baus, planxes de folre, etc. Com a complement de tota grada d'importància hi ha una sala on es dibuixen les plantilles de gàlib.
Les grades de pedra per la seva gran solidesa i durada s'han fet molt comuns, especialment en els arsenals militars amb construcció naval i en drassanes d'alguna importància.

## Disposició

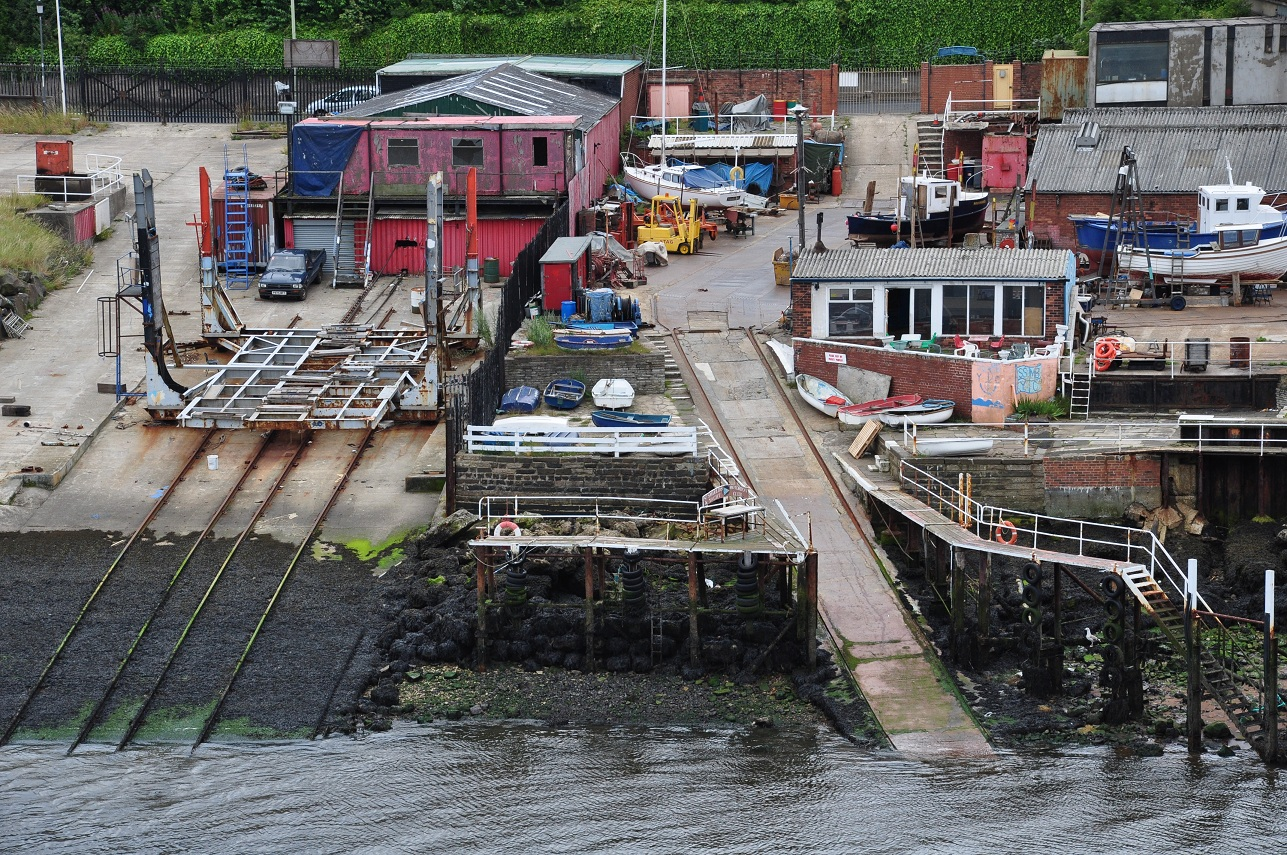
Una grada al port de South Shields, Tyne and Wear, Anglaterra

Una grada qualsevol està dividida longitudinalment en dues parts: una, la grada pròpiament dita, que és la que en marea alta no queda banyada per les aigües, i una altra, que rep el nom d'avant-grada, que és una prolongació de l'anterior i que està submergida. La primera és la que serveix per a la construcció dels vaixells i la segona és la que fa possible el llançament. Mentre que el buc que s'ha d'avarar no té la flotació corresponent al seu pes, ha de recolzar-se en l'avantgrada i aquesta condició és la que fixa la longitud total de la grada. Si c és el calat a proa del vaixell previst avarar, que ha de quedar surant lliurement, l'extremitat de l'avantgrada ha de distar de la línia en què la superfície de l'aigua la talla una llargària almenys igual a c/θ, per tal que no hi hagi perill al moment de l'avarada.
Si els vaixells que s'han d'avarar són llargs, cal almenys que la longitud de l'avantgrada compleixi la condició següent: que comenci a pivotar el vaixell abans que el seu centre de gravetat hagi passat pel pla vertical de l'aresta límit de l'avant-grada. Si no és així, el buc bascularà al voltant d'aquesta aresta amb la consegüent exposició a greus avaries. L'amplada de la grada depèn de la major o menor resistència del terreny així com del sistema de llançament. Com més amplada tingui el pla, menor serà la pressió, és a dir, la força exercida per unitat de superfície. En general, l'ample mínim que s'accepta és la meitat de la mànega màxima del vaixell que es tingui previst construir.